# Jackson County (Illinois)
Das Jackson County ist ein County im US-amerikanischen Bundesstaat Illinois. Im Jahr 2010 hatte das County 60.218 Einwohner und eine Bevölkerungsdichte von 39,5 Einwohnern pro Quadratkilometer. Der Verwaltungssitz (County Seat) ist Murphysboro.

## Geografie
Das County liegt im Süden von Illinois am Mississippi River, der die Grenze zum westlichen Nachbarstaat Missouri bildet. Das Jackson County hat eine Fläche von 1561 Quadratkilometern, wovon 37 Quadratkilometer Wasserfläche sind. An das Jackson County grenzen folgende Nachbarcountys:
| Randolph County         | Perry County | Franklin County   |
| Perry County (Missouri) |              | Williamson County |
|                         |              | Union County      |

## Geschichte

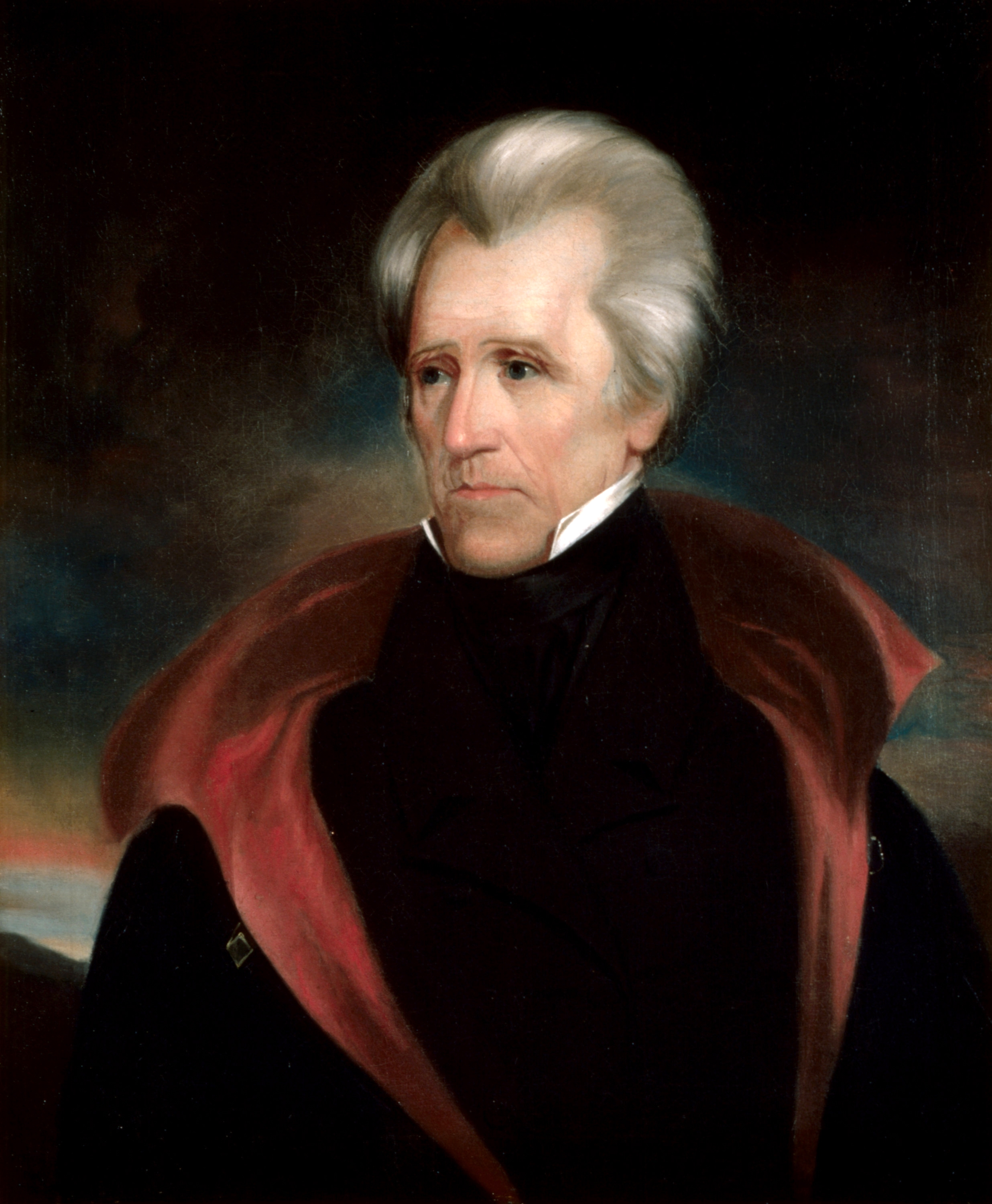
A. Jackson

Das Jackson County wurde am 10. Januar 1816 im damaligen Territorium Illinois gebildet und zählt zu den Original-Countys, obwohl es ehemals aus dem Randolph County gebildet wurde. Als Original County werden die Countys benannt, die beim Übergang vom Territorium zum Bundesstaat vorhanden waren. Benannt wurde es nach Andrew Jackson (1767–1845), dem 7. Präsidenten der USA (1829–1837), der gerade zu dieser Zeit die britische Armee in der Schlacht von New Orleans geschlagen hatte.

Am 18. März 1925 wurden die Orte Gorham, DeSoto und Murphysboro von einem Tornado schwer beschädigt. Das heute noch benutzte Bezirksgerichtsgebäude wurde 1827–28 erbaut.

## Demografische Daten

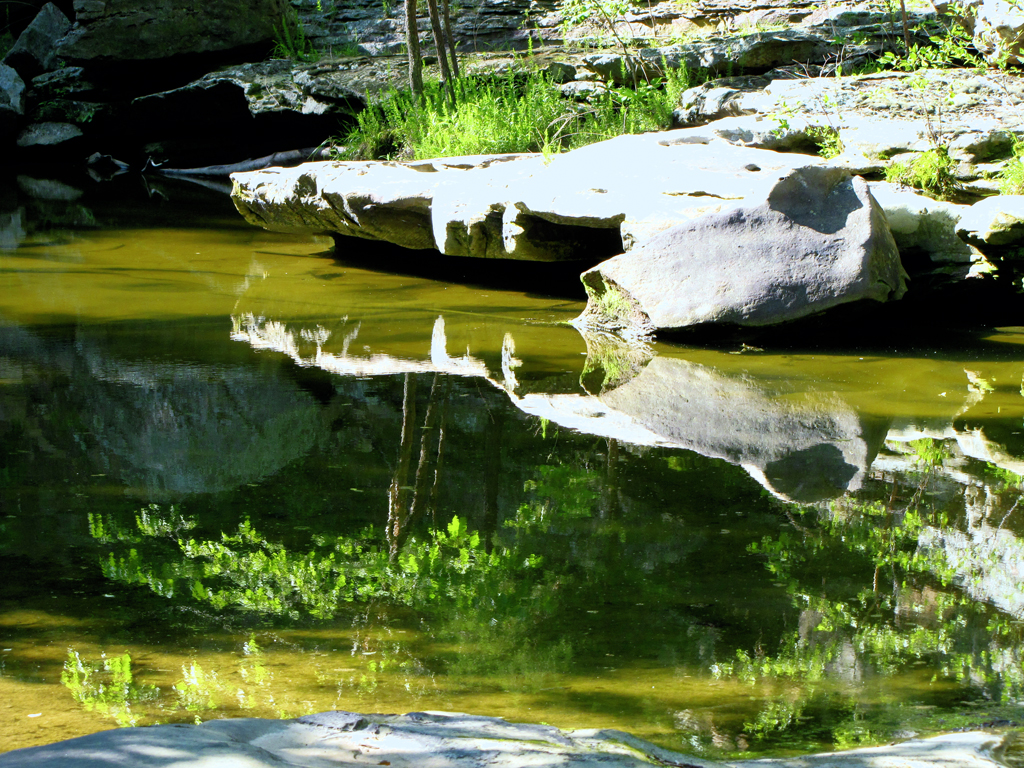
Steinformation am Piney Creek Ravine, im Piney Creek Ravine State Natural Area

Nach der Volkszählung im Jahr 2010 lebten im Jackson County 60.218 Menschen in 24.362 Haushalten. Die Bevölkerungsdichte betrug 39,5 Einwohner pro Quadratkilometer. In den 24.362 Haushalten lebten statistisch je 2,15 Personen.
Ethnisch betrachtet setzte sich die Bevölkerung zusammen aus 77,8 Prozent Weißen, 14,3 Prozent Afroamerikanern, 0,4 Prozent amerikanischen Ureinwohnern, 3,2 Prozent Asiaten sowie aus anderen ethnischen Gruppen; 2,6 Prozent stammten von zwei oder mehr Ethnien ab. Unabhängig von der ethnischen Zugehörigkeit waren 4,0 Prozent der Bevölkerung spanischer oder lateinamerikanischer Abstammung.
17,7 Prozent der Bevölkerung waren unter 18 Jahre alt, 70,1 Prozent waren zwischen 18 und 64 und 12,2 Prozent waren 65 Jahre oder älter. 49,5 Prozent der Bevölkerung war weiblich.

Das jährliche Durchschnittseinkommen eines Haushalts lag bei 30.899 USD. Das Prokopfeinkommen betrug 18.409 USD. 28,5 Prozent der Einwohner lebten unterhalb der Armutsgrenze.

## Ortschaften im Jackson County
| Citys - Ava - Carbondale - Grand Tower - Murphysboro | Villages - Campbell Hill - De Soto - Dowell - Elkville | - Gorham - Makanda - Vergennes |

Unincorporated Communitys
| - Boskydell - Crab Orchard Estates1 - Cora - Crain - Degognia | - Dry Hill - Etherton - Glenn - Grimsby - Hallidayboro | - Howardton - Jacob - Jones Ridge - Midland Hills - Mount Carbon | - Neunert - Oraville - Pomona - Poplar Ridge - Raddle | - Red Town - Reeds Station - Sand Ridge - Sato - Stone Fort |

1 – teilweise im Williamson County

## Gliederung
Das Jackson County ist in 16 Townships eingeteilt:
| Township                | Einwohner (2010) | FIPS     |
| ----------------------- | ---------------- | -------- |
| Bradley Township        | 1.951            | 17-07731 |
| Carbondale Township     | 29.544           | 17-11170 |
| Degognia Township       | 153              | 17-19148 |
| De Soto Township        | 2.388            | 17-19629 |
| Elk Township            | 1.907            | 17-23217 |
| Fountain Bluff Township | 208              | 17-27260 |
| Grand Tower Township    | 707              | 17-30783 |
| Kinkaid Township        | 486              | 17-40104 |

| Township             | Einwohner (2010) | FIPS     |
| -------------------- | ---------------- | -------- |
| Levan Township       | 850              | 17-42990 |
| Makanda Township     | 4.353            | 17-46227 |
| Murphysboro Township | 10.563           | 17-51466 |
| Ora Township         | 514              | 17-56276 |
| Pomona Township      | 802              | 17-60963 |
| Sand Ridge Township  | 816              | 17-67522 |
| Somerset Township    | 4.205            | 17-70408 |
| Vergennes Township   | 771              | 17-77538 |